# Ганс Альберс
Ганс Філі́пп А́вгуст А́льберс (нім. Hans Philipp August Albers; 22 вересня 1891, Гамбург, Німецька імперія — 24 липня 1960, Берг, ФРН) — німецький театральний актор, кіноактор та естрадний співак. У 1930—1945 роках був найбільшою кінозіркою-актором Німеччини та одним з найпопулярніших німецьких акторів ХХ століття.

## Життєпис
Ганс Альберс народився в сім'ї м'ясника в гамбурзькому районі Санкт-Георг, був молодшим з 6 дітей. Після закінчення реального училища в рідному місті навчався на торговця, потім працював за спеціальністю у Франкфурті-на-Майні, у фірмі, що торгувала шовком.
Театральна кар'єра Альберса почалася у франкфуртському «Новому театрі». При фінансовій підтримці матері Альберт брав приватні уроки театральної майстерності.
У 1915 році, під час Першої світової війни, Альберс був мобілізований і відправлений на Західний фронт. У боях був важко поранений в ногу, проте від запропонованої ампутації категорично відмовився. Після закінчення війни грав на сценах різних берлінських театрів і в «Метрополь-театрі», в першу чергу, в комічних ролях. Першим його великим успіхом було виконання ролі Густава Тунигтгута (Густава Нікчемного) у п'єсі «Злочинець» Фердинанда Брукнера. Учителем і покровителем молодого Альберса був актор-єврей Ойген Бурґ.
Знявшись до 1929 року у понад 100 «німих» фільмах, Ганс Альберс зіграв у першому німецькому звуковому фільмі «Ніч належить нам» (нім. Die Nacht gehört uns), і незабаром після цього — разом з Марлен Дітріх — у знаменитому Блакитному ангелові. Роль Мазеппи в цьому фільмі була єдиною зіграною роллю другого плану Альберса у звуковому кіно. У 1930 році він знімався в комедії режисера Карла Фройліха «Ганс усіх провулків» (нім. Hans in allen Gassen). На початку 1930-х років Альберс, окрім кінозйомок таких успішних фільмів, як «Бомби на Монте-Карло» (нім. Bomben auf Monte Carlo) (1931) і "F.P.1 не відповідає "(нім. F.P.1 antwortet nicht) (1932), знову багато грав у театрі.
Після приходу в 1933 році до влади в Німеччині націонал-соціалістів Ганс Альберс вимушений був офіційно розлучитися зі своєю подругою-єврейкою, актрисою Гансі Бурґ, дочкою свого учителя Ойгена Бурґа, проте фактично продовжував з нею спільне проживання на купленій у 1933 році віллі біля озера Штарнбергер-Зеє у Верхній Баварії. Знаючи про небезпеку, що загрожує Гансі в Німеччині, Альберс зумів переправити її в 1939 році через Швейцарію до Англії. У 1946 році Гансі повернулася в Німеччину до Альберса та залишалася з ним аж до його смерті в 1960 році. Сам актор ніколи офіційно не був одружений і дітей не мав.
Ставлення Альберса до націонал-соціалістичного режиму було двояким. З одного боку, він дистанціювався від політичних заходів НСДАП і намагався за можливості уникати контактів з високопоставленими діячами нацистської Німеччини; під слушним приводом він зумів уникнути нагородження однієї з кінопремій, що вручалася особисто Йозефом Геббельсом. З іншого боку, це не заважало йому отримувати дуже високі гонорари від нацистів за зняті — в тому числі і пропагандистські — фільми з його участю, наприклад, «Карл Петерс» (нім. Carl Peters, 1941, постановка також Г. Альберса), «Біженці» (нім. Flüchtlinge, 1933), «Кати, жінки і солдати» (нім. Henker, Frauen und Soldaten, 1935).
У 1943 році, до 25-річчя кіностудії UFA, на екрани Рейху вийшов художній фільм «Мюнхгаузен» з Гансом Альберсом у головній ролі, що мав приголомшливий успіх. Незадовго до закінчення Другої світової війни режисер Ганс Штайнгофф зняв кольоровий детективний фільм «Шива та квітка шибениці» («Shiva und die Galgenblume»). Зйомки, що проводилися в Празі, були перервані повстанням містян проти німецької влади і наближенням частин Червоної армії. Знімальній групі та акторам довелося терміново втікати на захід, при цьому сам Штайнхофф загинув. Цей незакінчений в 1945 році фільм був завершений лише в 1992 році.
Після закінчення війни Г. Альберс продовжив зніматися в кіно (з 1947 року), у тому числі спільно з іншим великим німецьким кіноактором Гайнцем Рюманном (фільм «О пів на першу ночі на Ріпербані» (нім. Auf der Reeperbahn nachts um halb eins, 1954). Великим успіхом була також знята в 1956 році екранізація роману Гергарта Гауптмана «Перед заходом» (нім. Vor Sonnenuntergang).
Великим успіхом, починаючи з 1930-х років, користувалися виступи Ганса Альберса з шансонними пісеньками. Виконуючи їх, він зображував себе то бретером (Flieger, grüß' mir die Sonne), то моряком (Der Wind und das Meer), то витонченим кавалером (Komm auf die Schaukel, Luise).
У 1950-і роки у Альберса загострилися проблеми, пов'язані з його станом здоров'я та алкоголізмом. Під час одного з театральних виступів у 1960 році актор на сцені втратив свідомість, лікарі виявили у нього численні внутрішні кровотечі. Помер Ганс Альберс через 3 місяці в санаторії на березі озера Штарнбергер-Зеє. Похований на Ольсдорфському кладовищі у Гамбурзі.
Останній фільм, знятий за участю Ганса Альберса, вийшов на екрани в 1960 році під назвою «Немає чистішого за ангела» (нім. Kein Engel ist so rein). Примітно, що ця кінострічка закінчувалася словами Альберса: «Це кінець» (нім. Das ist das Ende).

## Фільмографія (вибіркова)
| Рік  |   | Українська назва                             | Оригінальна назва                            | Роль                                         |
| ---- | - | -------------------------------------------- | -------------------------------------------- | -------------------------------------------- |
| 1915 | ф | Сезони життя                                 | Jahreszeiten des Lebens                      |                                              |
| 1917 | ф | Дочка графині Сташовської                    | Die Tochter der Gräfin Stachowska            |                                              |
| 1917 | ф | Помста убитого                               | Rache des Gefallenen                         |                                              |
| 1917 | ф | Мереживна хустка княгині Волковской          | Das Spitzentuch der Fürstin Wolkowska        |                                              |
| 1918 | ф | Тринадцять                                   | Die Dreizehn                                 | Ферраґус                                     |
| 1918 | ф | Невдачі кохання                              | Irrwege der Liebe                            | Norman                                       |
| 1918 | ф | Пісня Коломбіни                              | Das Lied der Colombine                       | Ганс фон Ротфелс                             |
| 1918 | ф | На перехресті                                | Am Scheidewege                               | Віктор Гейден                                |
| 1918 | ф | Прокляття Нурі                               | Der Fluch des Nuri                           | Роберт Лей, артист кабаре                    |
| 1919 | ф | Дочка Баяццо                                 | Die Tochter des Bajazzo                      | трубадур 20-го століття                      |
| 1919 | ф | Лола Монтес 2                                | Lola Montez 2                                |                                              |
| 1919 | ф | Брама свободи                                | Das Tor der Freiheit                         |                                              |
| 1920 | ф | Берлін В.                                    | Berlin W.                                    | Штрейбер                                     |
| 1921 | ф | Штовхач                                      | Schieber                                     | доктор Пауль Грінмейєр                       |
| 1921 | ф | Мадлен                                       | Madeleine                                    |                                              |
| 1921 | ф | Лжедмитрій                                   | Der falsche Dimitri                          | граф Яро Ленський                            |
| 1923 | ф | Дочка Рафке                                  | Fräulein Raffke                              | Барон                                        |
| 1924 | ф | Інга Ларсен                                  | Inge Larsen                                  | аташе                                        |
| 1924 | ф | За наказом Помпадур                          | Auf Befehl der Pompadour                     | герцог Рівероллс                             |
| 1924 | ф | Зустрілися люди                              | Gehetzte Menschen                            | Карл фон Бен                                 |
| 1925 | ф | Сон літньої ночі                             | Ein Sommernachtstraum                        | Деметріус                                    |
| 1925 | ф | Спортсмен                                    | Athleten                                     | граф Штернфельд                              |
| 1926 | ф | Три манекени                                 | Die drei Mannequins                          | самозванець                                  |
| 1926 | ф | На красивому синьому Дунаї                   | An der schönen blauen Donau                  | граф Яромир                                  |
| 1926 | ф | Полювання на людей                           | Jagd auf Menschen                            | Гордон                                       |
| 1926 | ф | Тільки танцівниця                            | Bara en danserska                            | Restauranggäst                               |
| 1926 | ф | Затонулий пліт                               | Die versunkene Flotte                        | обергайзер Тім Крейгер                       |
| 1927 | ф | Дюбаррі сьогодні                             | Eine Dubarry von heute                       | перший коханець Тойнет                       |
| 1927 | ф | Вілла в Тіргартені                           | Die Villa im Tiergarten                      | барон Етвілль                                |
| 1927 | ф | Будь завжди вірним і чесним                  | Üb' immer Treu' und Redlichkeit              |                                              |
| 1927 | ф | Золота безодня                               | Der goldene Abgrund                          | барон Арманд                                 |
| 1927 | ф | Доларова принцеса та її шестеро прихильників | Die Dollarprinzessin und ihre sechs Freier   | секретар                                     |
| 1927 | ф | Кожній людині потрібна маленька подружка     | Eine kleine Freundin braucht jeder Mann      | чемпіон з боксу Отто-Отто                    |
| 1927 | ф | Найбільший шахрай століття                   | Der größte Gauner des Jahrhunderts           | Арістід Трасимополюс                         |
| 1928 | ф | Було три хлопчика                            | Es zogen drei Burschen                       | злочинець-лейтенант                          |
| 1928 | ф | Принцеса Олала                               | Prinzessin Olala                             | Друг Рене Чиготте                            |
| 1928 | ф | Распутін, святий грішник                     | Rasputins Liebesabenteuer                    | офіцер                                       |
| 1928 | ф | Саксофон-Сусі                                | Saxophon-Susi                                | Гаррі Гольт                                  |
| 1928 | ф | Распутін                                     | Dornenweg einer Fürstin                      | Сергій Ординський, дипломат                  |
| 1928 | ф | Жінка в полум'ї                              | Weib in Flammen                              | начальник відділу в універмазі               |
| 1929 | ф | Асфальт                                      | Asphalt                                      | злодій                                       |
| 1929 | ф | Червоне коло                                 | Der rote Kreis                               | Слуга Марля                                  |
| 1929 | ф | Мебльовані кімнати                           | Möblierte Zimmer                             | Едлер фон Штепанович                         |
| 1929 | ф | Талісмани                                    | Mascottchen                                  | Антуан                                       |
| 1929 | ф | Так, так, жінки - це мій слабкий бік         | Ja, ja, die Frauen sind meine schwache Seite | барон Ганс Бінген мол.                       |
| 1929 | ф | Свята чи повія                               | Heilige oder Dirne                           | Варнесі                                      |
| 1929 | ф | Ніч належить нам                             | Die Nacht gehört uns                         | Гаррі Бредов                                 |
| 1930 | ф | Блакитний ангел                              | Der blaue Engel                              | Мазеппа, силач                               |
| 1930 | ф | Захоплення                                   | Der Greifer                                  | сержант Гаррі Кросс (німецька версія)        |
| 1930 | ф | Ганс усіх провулків                          | Hans in allen Gassen                         | Ганс Штейнддекер, репортер                   |
| 1931 | ф | Три дні кохання                              | Drei Tage Liebe                              | Франц                                        |
| 1931 | ф | Бомби на Монте-Карло                         | Bomben auf Monte Carlo                       | Капітан Креддок                              |
| 1931 | ф | Диявол                                       | Der Draufgänger                              | Ганс Редер, поліцейський                     |
| 1932 | ф | Переможець                                   | Der Sieger                                   | Ганс Кюннерт                                 |
| 1932 | ф | Безумство Монте-Карло                        | Monte Carlo Madness                          | капітан Еріксон                              |
| 1932 | ф | Квік                                         | Quick                                        | Квік, клоун                                  |
| 1932 | ф | Білий демон                                  | Der weiße Dämon                              | Гайні Гільдеместер                           |
| 1932 | ф | ФП-1 не відповідає                           | F.P.1 antwortet nicht                        | Флаєр Еллісен                                |
| 1933 | ф | Деякий пан Гран                              | Ein gewisser Herr Gran                       | деякий пан Гран                              |
| 1933 | ф | Біженці                                      | Flüchtlinge                                  | Амет                                         |
| 1934 | ф | Золото                                       | Gold                                         | Вернер Голк                                  |
| 1934 | ф | Пер Гюнт                                     | Peer Gynt                                    | Пер Гюнт                                     |
| 1935 | ф | Вар'єте                                      | Varieté                                      | П'єр                                         |
| 1935 | ф | Кат, жінки і солдати                         | Henker, Frauen und Soldaten                  | генерал Міхаель фон Прак                     |
| 1936 | ф | Готель «Савой», 217                          | Savoy-Hotel 217                              | Андрій Антонович Володкін                    |
| 1936 | ф | Холодна кров                                 | Unter heißem Himmel                          | капітан Келлерсперг                          |
| 1937 | ф | Людина, яка була Шерлоком Холмсом            | Der Mann, der Sherlock Holmes war            | Моріс Флінт                                  |
| 1937 | ф | Жовтий прапор                                | Die gelbe Flagge                             | Пітер Діерсен, колишній льотчик              |
| 1938 | ф | Зацькований фокусник                         | ahrendes Volk                                | Фернанд                                      |
| 1938 | ф | Сержант Беррі                                | Sergeant Berry                               | сержант Меккі Беррі на псевдонім Меккі Браун |
| 1940 | ф | Чоловік на бігу                              | Ein Mann auf Abwegen                         | Персіваль Петтерссон                         |
| 1941 | ф | Карл Петерс                                  | Carl Peters                                  | доктор Карл Петерс                           |
| 1943 | ф | Мюнхгаузен                                   | Münchhausen                                  | барон Мюнхгаузен                             |
| 1944 | ф | Вулиця Велика свобода, 7                     | Große Freiheit Nr. 7                         | Ганнес Крегер                                |
| 1945 | ф | Шива та квітка шибениці                      | Shiva und die Galgenblume                    | Дітріх Донген                                |
| 1947 | ф | ...і небо над нами                           | ...und über uns der Himmel                   | Ганс Ріхтер                                  |
| 1950 | ф | Вигнаний дияволом                            | Vom Teufel gejagt                            | доктор Бланк                                 |
| 1950 | ф | Чудові часи                                  | Herrliche Zeiten                             | камео                                        |
| 1951 | ф | Синя борода                                  | Blaubart                                     | Блаубарт                                     |
| 1952 | ф | Вночі на вулицях                             | Nachts auf den Straßen                       | Генріх Шлютер, водій вантажівки              |
| 1953 | ф | Капітан Бай-Бай                              | Käpt'n Bay-Bay                               | капітан Бай-Бай                              |
| 1953 | ф | Джонні звернувся до Небрадора                | Jonny rettet Nebrador                        | Джонні / генерал Оронта                      |
| 1954 | ф | На кожному пальці десять                     | An jedem Finger zehn                         | співак                                       |
| 1954 | ф | На Реєпербані вночі, о пів на першу          | Auf der Reeperbahn nachts um halb eins       | Ганнес Веддеркемп                            |
| 1955 | ф | Остання людина                               | Der letzte Mann                              | Карл Кнессебек                               |
| 1956 | ф | Перед заходом сонця                          | Vor Sonnenuntergang                          | генеральний директор Матіас Клаузен          |
| 1957 | ф | Хлопці смерті                                | I fidanzati della morte                      | Лоренцо                                      |
| 1957 | ф | Великий Бомберг                              | Der tolle Bomberg                            | барон Гісберт фон Бомберг                    |
| 1957 | ф | Серце святого Паулі                          | Das Herz von St. Pauli                       | кіпітан Джонні Єнсен                         |
| 1958 | ф | Захоплення                                   | Der Greifer                                  | Отто Фрідріх Деннерт                         |
| 1958 | ф | Чоловік в потоці                             | Der Mann im Strom                            | Пауль Гінрікс                                |
| 1960 | ф | Немає чистішого за ангела                    | Kein Engel ist so rein                       | доктор Жилинський                            |
| 1989 | ф | У моєму серці, багатство...                  | In meinem Herzen, Schatz...                  |                                              |

## Визнання
| Нагороди та номінації Ганса Альберса | Нагороди та номінації Ганса Альберса                | Нагороди та номінації Ганса Альберса | Нагороди та номінації Ганса Альберса |
| Рік                                  | Категорія                                           | Фільм                                | Результат                            |
| ------------------------------------ | --------------------------------------------------- | ------------------------------------ | ------------------------------------ |
| Німецька кінопремія                  |                                                     |                                      |                                      |
| 1956                                 | Срібна нагорода за найкраще виконання головної ролі | Перед заходом сонця                  | Номінація                            |

## Найпопулярніші пісні Г. Альберса
- 1932 — Hoppla, jetzt komm’ ich
- 1932 — Flieger, grüß’ mir die Sonne
- 1936 — Auf der Reeperbahn nachts um halb eins
- 1938 — Good-bye Johnny
- 1944/45 — Der Wind und das Meer
- 1944/45 — La Paloma («Голубка»)
- 1952 — Nimm mich mit, Kapitän, auf die Reise